# Amastus thiaucourti
Amastus thiaucourti är en fjärilsart som beskrevs av De Toulgoët 1981. Amastus thiaucourti ingår i släktet Amastus och familjen björnspinnare. Inga underarter finns listade i Catalogue of Life.